# Lumberton (Texas)
Lumberton város az USA Texas államában. Lakosainak száma 13 554 fő (2020. április 1.).

## Népesség
A település népességének változása:

| 2010 | 11 943 |
| 2020 | 13 554 |